# Lingua leti
La lingua Leti è una lingua Mbam parlata dal popolo dei Mengisa , nel Cameroon.
la lingua al giorno d'oggi è usata solo nei rituali infatti in gran parte i mengisa parlano Eton. (anche se alcuni la parlano ancora come lingua madre)
Il Leti è strettamente imparentata con il Tuki a tal punto che alcuni la considerano dialetto di quest'ultima , ed è anche imparentata con l'Eton.
Questa lingua è parlata a Nord di Sa'a nella provincia centrale